# FK Horizont Turnovo
Maillots
Le Fudbalski Klub Horizont Tournovo (en macédonien : фудбалски клуб Хоризонт Турново), plus couramment abrégé en Horizont Tournovo, est un club macédonien de football fondé en 1950 et basé dans la ville de Tournovo.
Le club joue la saison 2015-2016 en 1re division macédonienne.

## Historique
- 1950 : Fondation du club sous le nom du FK Tournovo
- 2008 : Le club est renommé sous le nom du FK Horizont Tournovo

## Bilan sportif

### Palmarès
- Championnat de Macédoine :
  - Vice-champion : 2013-14.

- Championnat de Macédoine D2 (1) :
  - Champion : 2007-08.
  - Vice-champion : 1993-94.

### Bilan européen
Note : dans les résultats ci-dessous, le score du club est toujours donné en premier
| Saison    | Compétition  | Tour            | Club                | Domicile | Extérieur | Total             |
| --------- | ------------ | --------------- | ------------------- | -------- | --------- | ----------------- |
| 2013-2014 | Ligue Europa | Premier tour Q  | Sūduva Marijampolė  | 2 - 2 ap | 2 - 2     | 4 - 4 (5 - 4 tab) |
| 2013-2014 | Ligue Europa | Deuxième tour Q | Hajduk Split        | 1 - 1    | 1 - 2     | 2 - 3             |
| 2014-2015 | Ligue Europa | Premier tour Q  | Chikhura Satchkhere | 0 - 1    | 1 - 3     | 1 - 4             |

Légende
- Victoire ou qualification pour le tour suivant
- Match nul
- Défaite ou élimination de la compétition

## Personnalités du club

### Présidents du club
- Orce Todorov

### Entraîneurs du club
| - Jugoslav Trenchovski (1er juillet 2003 - 30 juin 2005) - Jugoslav Trenchovski (1er juin 2007 - 10 septembre 2007) - Vlatko Kostov (11 septembre 2007 - 30 juin 2008) - Dragan Bočeski (juillet 2008 - octobre 2008) - Zvonko Todorov (2 novembre 2008 - décembre 2008) - Ace Stojanov (7 décembre 2008 - mars 2009) - Ratko Janusev (28 mars 2010 - juin 2010) - Shefki Arifovski (juillet 2010 - avril 2011) - Ljupčo Dimitkovski (16 avril 2011 - mai 2011) - Tome Petrov (19 mai 2011 - juin 2011) | - Dragan Hristovski (juillet 2011 - septembre 2011) - Gordan Zdravkov (28 septembre 2011 - janvier 2012) - Gjorgji Todorovski (2012) - Ljupčo Dimitkovski (1er février 2012 - 8 juin 2013) - Ali Güneş (8 juin 2013 - août 2013) - Goce Sedloski (21 août 2013 - 15 juillet 2014) - Shefki Arifovski (16 juillet 2014 - 15 septembre 2015) - Ljupčo Dimitkovski (16 juillet 2014 - juin 2015) - Jane Nikolovski (16 septembre 2015 - 30 juin 2016) - Tomislav Timovski |